# تل سیدی تاج‌آباد
تل سیدی تاج آباد مربوط به هزاره ۵ و ۶ قبل از میلاد است و در شهرستان مرودشت، بخش مرکزی، دهستان محمدآباد، ۱ کیلومتری جنوب غرب روستای تاج آباد واقع شده و این اثر در تاریخ ۱۸ شهریور ۱۳۸۷ با شمارهٔ ثبت ۲۳۴۲۵ به‌عنوان یکی از آثار ملی ایران به ثبت رسیده است.